# أرمل طويل الذيل
الأرمل طويل الذيل (الاسم العلمي: Euplectes progne) هو نوع من الطيور يتبع فصيلة الحباك. يوجد هذا النوع في كل من أنغولا وبوتسوانا وجمهورية الكونغو الديمقراطية وكينيا وليسوتو وجنوب أفريقيا وإسواتيني وزامبيا. الأرمل طويل الذيل هو طائر متوسط الحجم ومن أكثر الطيور شيوعًا في المناطق التي يسكنها. يكون لون الذكور البالغة تقريبًا أسود بالكامل مع أكتاف برتقالية وبيضاء، وذيول طويلة وعريضة، ومنقار أبيض مزرق. الإناث ريشها مخطط باللون البني المصفر والأسود مع وجود بقع شاحبة على الصدر والظهر، وريش الذيل ضيق، ومناقير قَرْنيّة اللون.

## معرض الصور

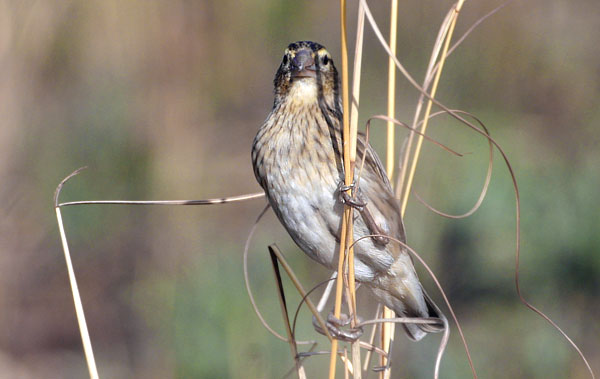
أنثى
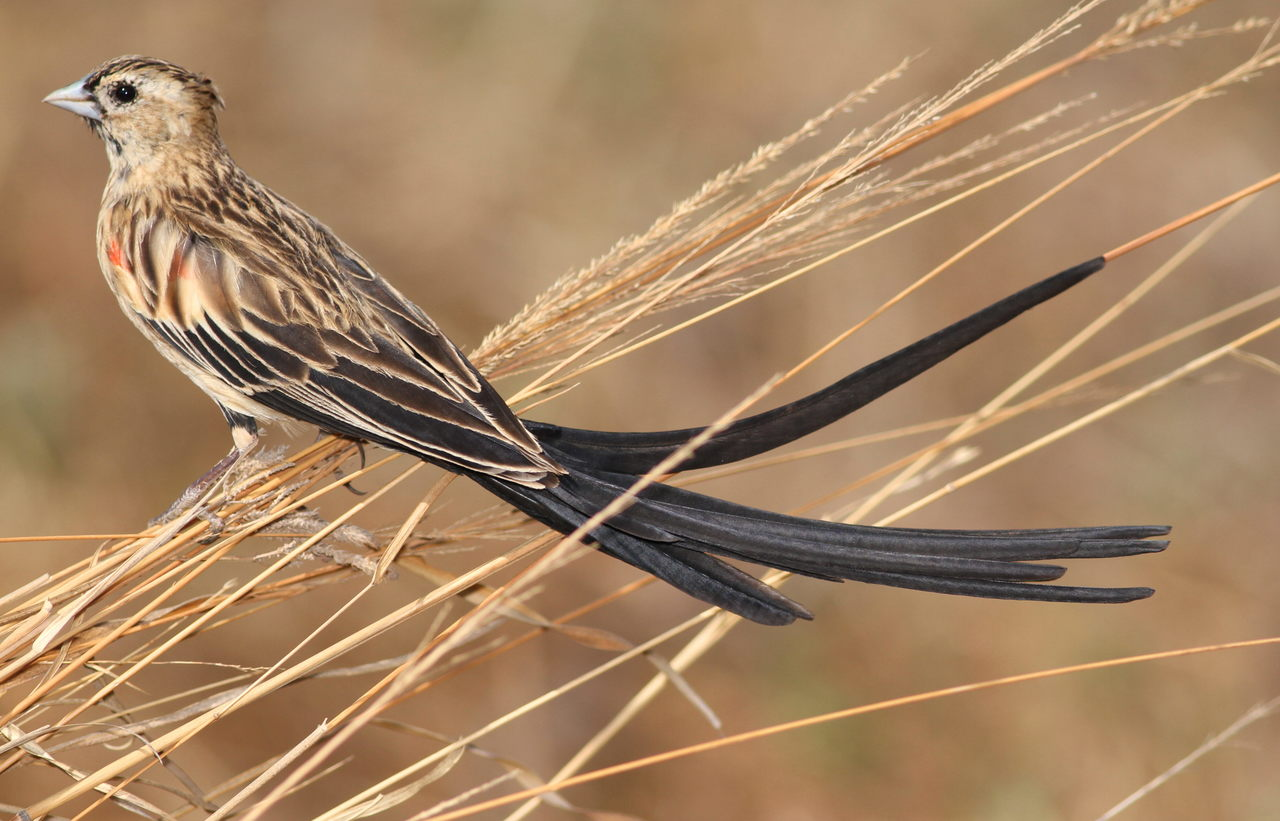
الذكر غير الناضج في بداية مرحلة الانتقال إلى ريش البالغ
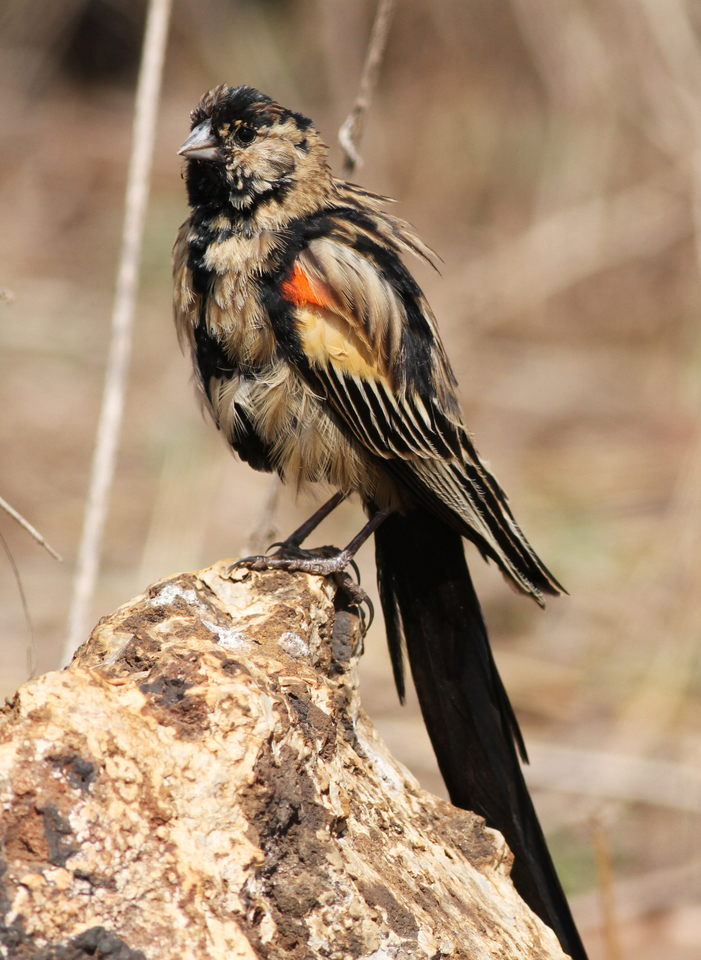
مواصلة الانتقال إلى ريش البالغ
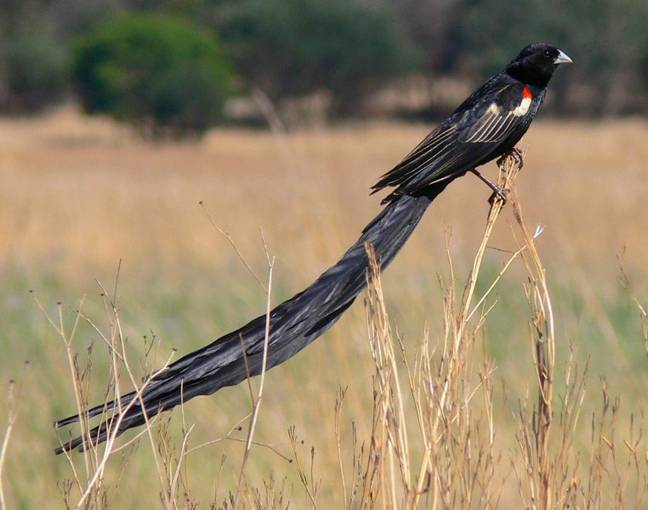
ذكر منجب على الأرض